# カルペ・ディエム (THE BACK HORNのアルバム)
『カルペ・ディエム』は、日本のロックバンド、THE BACK HORNの12枚目のフル・アルバム。2019年10月23日にSPEEDSTARRECORDSから発売された。

## 解説
前作『運命開花』から約4年ぶりの新作は初のカバー・アルバムである『ALL INDIES THE BACK HORN』を経て発売された。
タイトル『カルペ・ディエム(Carpe diem)」はラテン語で、ホラティウスの詩に登場する「その日を掴め」と訳される語句である。

## リリース形態
本作は通常盤を含む全3形態で発売。初回限定盤AにはBlu-ray、完全生産限定盤BにはDVD付。それぞれ『20th Anniversary「ALL TIME BESTワンマンツアー」〜KYO-MEI祭り〜ファイナル 日本武道館公演 2019.2.8』とMV2曲を収録。
Blu-rayには、上記以外に特典映像が含まれている（詳細後述）。

## CD収録曲
全編曲：THE BACK HORN
1. 心臓が止まるまでは
作詞・作曲：菅波栄純
2. 金輪際
作詞・作曲：菅波栄純
3. 鎖
作詞・作曲：山田将司
4. フューチャーワールド
作詞・作曲：岡峰光舟
5. ソーダ水の泡沫
作詞：松田晋二　作曲：岡峰光舟
6. ペトリコール
作詞・作曲：山田将司
7. デスティニー
作詞・作曲：岡峰光舟
8. 太陽の花
作詞：松田晋二　作曲：菅波栄純
9. I believe
作詞・作曲：菅波栄純
10. 果てなき冒険者
作詞：松田晋二　作曲：山田将司
11. アンコールを君と
作詞：松田晋二　作曲：菅波栄純・岡峰光舟

## Blu-ray・DVD収録曲
20th Anniversary「ALL TIME BESTワンマンツアー」〜KYO-MEI祭り〜ファイナル 日本武道館公演 2019.2.8
1. オープニング-年輪の呼吸-（Live SE「ALL TIME BESTワンマンツアー」〜KYO-MEI祭り〜ファイナル）
2. その先へ
3. ブラックホールバースデイ
4. サニー
5. 罠
6. ジョーカー
7. ひとり言
8. 悪人
9. 雷電
10. コワレモノ
11. 初めての呼吸で
12. ヘッドフォンチルドレン
13. 美しい名前
14. 未来
15. Running Away
16. グローリア
17. シンフォニア
18. コバルトブルー
19. 刃
20. 冬のミルク
21. ハナレバナレ
22. 無限の荒野
23. 武道館ライブ当日のバックステージ、20周年メンバーインタビュー（初回限定盤Aのみ）
24. ライブ演出映像（初回限定盤Aのみ）
悪人・雷電
25. MUSIC VIDEO
心臓が止まるまでは・太陽の花

## 演奏
- 山田将司：Vocal
- 菅波栄純：Guitar, Programming
- 岡峰光舟：Bass
- 松田晋二：Drums
- 銘苅麻野ストリングス：Strings (#7.10)
- 曽我淳一
  - Strings Arrangement (#7.10)
  - Keyboards (#10)